# Charles Bartlett (réalisateur)
Pour les articles homonymes, voir Charles Bartlett et Bartlett.
Charles Bartlett (alias Charles E. Bartlett, alias Charles Earl Bartlett), né le 11 avril 1888 à Minneapolis (Minnesota) est un acteur et un réalisateur américain de l'époque du cinéma muet.

## Biographie
Acteur dès son jeune âge, Charles E. Bartlett entre dans l'industrie cinématographique dès 1912 où il joue dans de nombreux westerns. Il dirige pendant les années 1910 des Cub comedies puis des mélodrames au début des années 1920. Il se retire du cinéma avant l'arrivée du cinéma parlant.

## Filmographie

### Comme acteur
- 1912
  - A Four-Footed Hero : Jack
  - The Massacre of the Fourth Cavalry de Frank Montgomery : Lieutenant Davis
  - The Half-Breed Scout de Frank Montgomery : Jim, un pionnier
  - An Indian Ishmael : Lieutenant
  - A Red Man's Love de Frank Montgomery : Caporal Taylor
  - Trapper Bill, King of Scouts : Bill le Trappeur
  - Star Eyes' Stratagem de Frank Montgomery : Crow Face, un guerrier sioux
  - The Tattoo : Cy Hardy
  - At Old Fort Dearborn; or, Chicago in 1812 de Frank Montgomery : Dan Rawlins
  - The Massacre of Santa Fe Trail de Frank Montgomery
  - The Girl from Golden Run
  - A Shot in the Dark de Ben F. Wilson : Tom Selvige
  - For Love, Life and Riches de Frank Montgomery : Tom Warren
- 1913
  - An Indian Maid's Strategy de Frank Montgomery : Lieutenant Breen
  - Against Desperate Odds de Frank Montgomery : Bob, le Shérif
  - The Trail of the Lonesome Mine
  - Beyond the Law : Bill, l'adjoint du shérif
  - En permission de 24 heures (Soldiers Three) : Ned
  - The Grand Old Flag de Henry MacRae
  - Love, Life and Liberty de Henry MacRae : Capitaine Mario
  - In the Secret Service de Henry MacRae : Lieutenant Barrett
  - One on Romance d'Edwin Middleton
  - The Song of the Telegraph de Frank Montgomery : Lieutenant Richards
  - The Genius of Fort Lapawai : Bobby
  - Regimental Pals
- 1914
  - The Vanishing Tribe de Frank Montgomery : Deep Thunder
  - The Moonshiners (en) de Frank Montgomery : Bart, agent du fisc
  - The Fuse of Death de Frank Montgomery : Lieutenant Countiss
  - The Gambler's Reformation de Frank Montgomery : Weedon, un joueur
  - The Cave of Death de Frank Montgomery : Deering, un prospecteur
  - Kidnapped by Indians de Frank Montgomery : Capitaine Blake
  - At the End of the Rope de Frank Montgomery : Manning, un colon
  - Grey Eagle's Revenge de Frank Montgomery
  - The Fate of a Squaw de Frank Montgomery : Larkin, un trappeur
  - The Gypsy Gambler de Frank Montgomery : Romano, le père de Paulena
  - Brought to Justice de Frank Montgomery : Shérif Tom Burden
  - The Squaw's Revenge (it) de Frank Montgomery : Dan, un colon
  - The Call of the Tribe de Frank Montgomery : Dr Huff
  - The Bottled Spider de Frank Montgomery : Rex, alias "The Spider" (l'araignée)
  - The Redskins and the Renegades : Burns, de l'agence indienne
  - Grey Eagle's Last Stand de Frank Montgomery : Tom Wells, le fils du Major
  - The Fight on Deadwood Trail de Frank Montgomery : Griggs, un mineur
  - The Raid of the Red Marauders : Hal Stevens, un soldat
  - The Medicine Man's Vengeance : le "Medicine Man" blanc
  - The Hopi Raiders : Capitaine Clark
  - The Tigers of the Hills de Frank Montgomery : Lieutenant Howard
  - An Indian's Honor de Frank Montgomery : Burns, un prospecteur
  - Indian Fate de Frank Montgomery : Charles Bartells
  - The Indian Ambuscade de Frank Montgomery : Jack, un jeune mineur
  - The Paleface Brave de Frank Montgomery : Paul, le brave visage pâle
  - Red Hawk's Sacrifice de Frank Montgomery : Binfield, un joueur
  - Indian Blood de Frank Montgomery : Lieutenant Hayes
  - A Dream of the Wild de Frank Montgomery : Tom
- 1915
  - Pardoned de Tom Ricketts
  - The Great Question de Tom Ricketts
  - In Trust de B. Reeves Eason
  - By Whose Hand? de Henry Otto
- 1916 The Thunderbolt de William Bertram
- 1927 Don Desperado de Leo D. Maloney : Aaron Blaisdell

### Comme réalisateur
- 1915 The Clean-Up
- 1915 Spider Barlow's Soft Spot
- 1915 The Water Carrier of San Juan
- 1915 Spider Barlow Cuts In
- 1915 The Key to the Past
- 1915 Drifting
- 1915 Alice of Hudson Bay
- 1915 On Secret Service
- 1915 Out of the Ashes
- 1915 Visitors and Visitees
- 1915 The Sting of It
- 1915 Just as It Happened
- 1916 The Girl Who Doesn't Know
- 1916 The Gold Band
- 1916 A Desperate Remedy
- 1916 The Small Magnetic Hand
- 1916 The Ancient Blood
- 1916 The Bruiser
- 1916 The Craving
- 1916 A Modern Sphinx
- 1916 The Silent Trail
- 1916 The Thoroughbred
- 1916 Spider Barlow Meets Competition
- 1917 Jerry's Best Friend
- 1917 Jerry's Double Cross
- 1917 Jerry's Victory
- 1917 Hell Hath No Fury
- 1920 Dangerous Love
- 1921 Tangled Trails
- 1921 Headin' North